# Marvell (Arkansas)
Marvell is een plaats (city) in de Amerikaanse staat Arkansas, en valt bestuurlijk gezien onder Phillips County.

## Demografie
Bij de volkstelling in 2000 werd het aantal inwoners vastgesteld op 1395.
In 2006 is het aantal inwoners door het United States Census Bureau geschat op 1217, een daling van 178 (-12,8%).

## Geografie
Volgens het United States Census Bureau beslaat de plaats een oppervlakte van
3,5 km², geheel bestaande uit land. Marvell ligt op ongeveer 58 m boven zeeniveau.

## Plaatsen in de nabije omgeving
De onderstaande figuur toont nabijgelegen plaatsen in een straal van 28 km rond Marvell.

## Geboren in Marvell
- Levon Helm (1940-2012), drummer en zanger (o.a. The Band)